# Shikyō
Los shikyō (四鏡, しきょう "Cuatro Espejos") son cuatro historias japonesas en el género rekishi monogatari desde el período Heian tardío hasta el período Muromachi temprano. También son conocidos como kagami mono (鏡物, かがみもの).
Las cuatro historias son:
- Ōkagami (El Gran Espejo) 『大鏡』
- Imakagami (El Espejo de Hoy) 『今鏡』
- Mizukagami (El Espejo de Agua) 『水鏡』
- Masukagami (El Espejo Claro) 『増鏡』